# Manuel Padilla Jr.
Manuel Padilla Jr. (Los Angeles, 13 luglio 1955 – Pomona, 29 gennaio 2008) è stato un attore statunitense, noto soprattutto come attore bambino negli anni sessanta e quindi da adolescente per la sua partecipazione al film American Graffiti (1973).

## Biografia
Nato nel 1955 in California da una famiglia di origini messicane, Manuel Padilla Jr. Iniziò a otto anni la sua carriera di attore bambino, nella quale sarà impiegato prevalentemente in ruoli di ragazzi messicani o indiani in western al cinema e in popolari serie televisive come Gli uomini della prateria, Bonanza e Gunsmoke.
L'aspetto "esotico", le doti atletiche e la dimestichezza con gli animali lo resero particolarmente adatto anche a film ambientati nella giungla, a cominciare da Taffy and the Jungle Hunter (1965). Nel 1966-1967 fu nel cast di due film di Tarzan al fianco del protagonista Mike Henry: Tarzan nella valle dell'oro (1966) e Tarzan e il grande fiume (1967). Il successo fu tale da produrre una fortunata serie televisiva (1966-1968), di cui Padilla fu coprotagonista in 55 episodi nel ruolo di "Jai", un ragazzino orfano adottato da Tarzan (qui interpretato da Ron Ely). Dopo Johnny Sheffield, Padilla diventò così il più popolare interprete del personaggio del "figlio (adottivo) di Tarzan" presente in molti dei numerosi adattamenti cinematografici e televisivi tratti dai racconti di Edgar Rice Burroughs. Nel 1969 creò un altro personaggio popolare, quello di "Marcello", un ragazzino che fa amicizia con "Suor Bertrille" nella serie televisiva The Flying Nun.
Da adolescente, Padilla ebbe il suo ruolo più fortunato, quello di “Carlos”, nel film American Graffiti (1973) di George Lucas. Tornerà a interpretare lo stesso personaggio anche nel sequel More American Graffiti (1979). La sua carriera di attore però non decollò ed ebbe termine nel 1983 con una piccola parte nel film Scarface.
Padilla morì per cancro al colon nel 2008, all'età di 52 anni, a Pomona in California, dopo aver trascorso un weekend come celebrità ospite al Grand National Roadster Show.

## Riconoscimenti
- Young Hollywood Hall of Fame (1960's)

## Filmografia

### Cinema
- Il patto dei cinque (Dime with a Halo), regia di Boris Sagal (1963)
- I giovani eroi (The Young and the Brave), regia di Francis D. Lyon (1963)
- I 4 del Texas (4 for Texas), regia di Robert Aldrich (1963) -- non accreditato
- I 4 di Chicago (Robin and the 7 Hoods), regia di Gordon Douglas (1964) -- non accreditato
- Sylvia, regia di Gordon Douglas (1965) -- non accreditato
- Taffy and the Jungle Hunter, regia di Terry O. Morse (1965)
- Lo sperone nero (Black Spurs), regia di R.G. Springsteen (1965)
- Tarzan nella valle dell'oro (Tarzan and the Valley of Gold), regia di Robert Day (1966)
- Tarzan e il grande fiume (Tarzan and the Great River), regia di Robert Day (1967)
- Un uomo chiamato Cavallo (A Man Called Horse), regia di Elliot Silverstein (1970)
- Per salire più in basso (The Great White Hope), regia di Martin Ritt (1970)
- American Graffiti, regia di George Lucas (1973)
- More American Graffiti, regia di Bill L. Norton (1979)
- Scarface, regia di Brian De Palma (1983)

### Televisione

#### Film TV
- Cutter's Trail, regia di Vincent McEveety (1970)
- The Boy and the Turtle (1971)
- Cotton Candy, regia di Ron Howard (1978)

#### Serie TV
- Sam Benedict - serie TV, un episodio (1963)
- L'amico Gipsy (The Littlest Hobo) - serie TV, un episodio (1963)
- Il dottor Kildare (Dr. Kildare) - serie TV, un episodio (1964)
- Insight - serie TV, un episodio (1964)
- Gli uomini della prateria (Rawhide) – serie TV, episodio 7x29 (1965)
- Slattery's People - serie TV, un episodio (1965)
- Tarzan - serie TV, 55 episodi (1966-1968)
- Sui sentieri del West (The Outcasts) - serie TV, un episodio (1968)
- Gunsmoke - serie TV, 4 episodi (1968-1971)
- The Flying Nun - serie TV, 4 episodi (1969)
- Dove vai Bronson? (Then Came Bronson) - serie TV, un episodio (1969)
- Lancer - serie TV, 2 episodi (1969-1970)
- L'immortale (The Immortal) - serie TV,  un episodio (1970)
- Bonanza - serie TV, episodio 13x05 (1971)
- Happy Days - serie TV, un episodio (1974)
- Sulle strade della California (Police Story) - serie TV, 2 episodi (1976-1977)
- Time Out (The White Shadow) - serie TV, un episodio (1979)
- Alice - serie TV, un episodio (1981)

## Doppiatori italiani
Nelle versioni in italiano delle opere in cui ha recitato, Manuel Padilla Jr. è stato doppiato da:
- Oreste Rizzini in Happy Days
- Sandro Acerbo in American Graffiti